# Perdrix
Cet article concerne l'oiseau. Pour le film de 2019, voir Perdrix (film).
Taxons concernés
Plusieurs genres dont :
- Alectoris
- Ammoperdix
- Perdix
- Rhizothera
- Margaroperdix
- Melanoperdix
- Geotrygon

Quelques espèces dont :
- Lagopède à queue blanche
- Lagopède alpinmodifier

Perdrix (prononcé : /pɛʁdʁi/) est un nom vernaculaire désignant plusieurs espèces d'oiseaux aux caractéristiques semblables et qui sont prisées comme gibier. En France, le terme argotique de tymbrale est parfois employé par substitution.
Au Québec, cependant, le nom perdrix est habituellement utilisé pour référer spécifiquement à la gélinotte huppée ; de même, le syntagme perdrix des savanes y est employé pour référer au tétras du Canada.
Selon la définition de Georges Cuvier, les perdrix sont des gallinacés de petite taille et aucune d'entre elles n'a en principe d'ergots. Les études scientifiques ont montré que le terme de perdrix ne regroupe pas toutes les espèces issues d'un même ancêtre, autrement dit le groupe des perdrix est paraphylétique. Ce n'est donc pas un taxon. Les classifications scientifiques récentes, comme celle de la COI, regroupent la plupart de ces oiseaux au sein de la sous-famille des Perdicinae, entre autres du genre Perdix (sans le second « r ») avec lequel il ne faut pas confondre de nom français. Le terme perdrix a aussi désigné diverses autres espèces comme la Perdrix blanche, c'est-à-dire le Lagopède à queue blanche et la Colombe d'Hispaniola. D'autres espèces utilisent un nom composé avec perdrix comme les colombes perdrix. Certaines appellations ne désignent même pas des gallinacés, l'expression « perdrix des mers » désigne une sterne.
Les perdrix sont en déclin en France et perdent chaque année 1 % à 2 % de leurs effectifs.

## Caractéristiques
La perdrix est un oiseau très remarquable par son vol et son plumage. Il existe plusieurs espèces de perdrix dont les plus communes en Europe sont la Perdrix grise et la Perdrix rouge.
Les perdrix de la sous-famille des Perdicinae sont de taille intermédiaire entre une grosse caille et un petit faisan. Elles se nourrissent de graines au sol. Plusieurs espèces sont chassées pour le sport ou comme gibier.

## Élevage et chasse
En France, plusieurs millions de perdrix sont élevées chaque année dans de petites cages dans le but d’être relâchées et abattues pendant la saison de chasse. Des conditions d'élevage qui font l'objet de critiques : « Tout est maltraitance, du début – grandir dans l’obscurité sans ses parents – jusqu’à la fin, être relâché dans la nature, quelque chose qu’ils ne connaissent pas, qui les effraie, où ils n’arrivent pas à se nourrir. Ils sont victimes de toutes les prédations possibles », indique l’association One Voice.

## Étude antique
On trouve un extrait de Théophraste, chez Aulu-Gelle, dans son ouvrage Nuits attiques : « Chose surprenante qu'on lit dans Théophraste, à l'égard des perdrix. Trait à peu près semblable que Théopompe nous a laissé, concernant les lièvres. Théophraste, le philosophe par excellence, assure que dans la Paphlagonie, toutes les perdrix ont deux cœurs ; et Théopompe rapporte que, dans la Bisalthie, les lièvres ont deux foies. »

## Étymologie
Le mot perdrix, attesté en français sous la forme perdriz en 1154, perdix en 1119, est issu du gallo-roman *PERDICE reposant sur le latin perdicem, accusatif de perdix, lui-même emprunté au grec ancien πέρδιξ, pérdix. Ce dernier mot, dérivé du verbe vulgaire πέρδεσθαι, pérdesthai « péter », repose sur une racine indo-européenne *perd- évoquant un bruit sourd ou une flatulence (cf. anglais to fart « péter », alors que le latin pedere « péter » repose sur la variante *pezd-), appliqué ici au bruissement d’ailes de la perdrix qui s’envole. 
Plusieurs noms normalisés d'espèces de Perdicinae dérivent du français perdrix ou du latin perdix : Perdicule, Xénoperdrix, Galloperdrix et les genres Perdicula, Galloperdix, Ammoperdix, Perdix, Margaroperdix, Melanoperdix, Caloperdix.

## Liste des espèces appelées «perdrix»

### Noms normalisés
Voici la liste des espèces dont le nom normalisé français comporte le terme perdrix [réf. nécessaire]:
- Perdrix bartavelle — Alectoris graeca
- Perdrix choukar — Alectoris chukar
- Perdrix de Daourie — Perdix dauurica
- Perdrix gambra — Alectoris barbara
- Perdrix grise — Perdix perdix
- Perdrix de Hey — Ammoperdix heyi
- Perdrix de Hodgson — Perdix hodgsoniae
- Perdrix à long bec — Rhizothera longirostris
- Perdrix de Madagascar ou Caille de Madagascar — Margaroperdix madagascarensis
- Perdrix noire — Melanoperdix nigra
- Perdrix de Philby — Alectoris philbyi
- Perdrix de Przewalski — Alectoris magna
- Perdrix rouge — Alectoris rufa
- Perdrix si-si — Ammoperdix griseogularis
- Perdrix à tête noire — Alectoris melanocephala

### Noms vernaculaires
- Perdrix barbue - Perdix dauuricae
- Perdrix blanche pour Lagopède à queue blanche
- Perdrix capueira ou Tocro uru - Odontophorus capueira
- Perdix croissant - Geotrygon mystacea, aux Antilles françaises
- Perdrix à front blanc ou Colombe d'Hispaniola du genre (Geotryon)
- Perdrix grise - Geotrygon montana (femelle), aux Antilles françaises
- Perdrix des neiges pour Lagopède alpin
- Perdrix oculée - Caloperdix oculea
- Perdrix percheuse de Boutan - Arborophila torqueola
- Perdrix percheuse de Charlton - Tropicoperdix charltonii
- Perdrix percheuse à poitrine brune - Arborophila orientalis
- Perdrix rouge - Geotrygon montana (mâle), aux Antilles françaises

### Noms composés
- Colombe à croissant - Geotrygon mystacea
- Colombe perdrix chrysia - Geotrygon chrysia
- Colombe perdrix du Pérou - Geotrygon saphirina
- Colombe perdrix versicolor - Geotrygon versicolor
- Tinamou perdrix - Nothoprocta perdicaria
- Colombe rouviolette - Geotrygon montana

## Aspects culturels

Blason de l'Aunis représentant une perdrix jaune sur fond rouge (De gueules à une perdrix couronnée d'or).

Les perdrix sont présentes dans divers blasons, en particulier celui de la Charente-Maritime où la perdrix était l'emblème de l'Aunis, l'une des Anciennes provinces de France.
On retrouve aussi des perdrix dans de nombreuses natures mortes représentant des trophées de chasse.

### Source
- del Hoyo J., Elliott A. & Sargatal J. (1994) Handbook of the Birds of the World, Volume 2, New World Vultures to Guineafowl. BirdLife International, Lynx Edicions, Barcelona, 638 p.